# Annelies Storms
Annelies Storms (Gent, 9 februari 1971) is een voormalig Belgisch politica voor Vooruit.

## Levensloop
Storms doorliep haar secundair onderwijs in het Sint-Pietersinstituut te Gent, alwaar ze in 1989 afstudeerde in de Latijn-Griekse. Vervolgens studeerde ze aan de Universiteit Gent, waar ze in 1994 het diploma van licentiaat in de rechten behaalde. In 1989 werd ze lid van VUJO, de Volksunie-Jongeren, waarvan ze van 1995 tot 1998 de voorzitter was.
Na haar studies ging ze aan de slag als advocate aan de balie van Gent op 1 september 1994. Deze functie voerde ze uit tot 31 december 1998. Toen ging ze aan de slag als jurist-schadebeheerder bij de industriële verzekeringsmaatschappij Hannover International. Hier bleef ze aan de slag tot 13 februari 2000.
Een dag later ging ze aan de slag als raadgever op het kabinet van toenmalig Vlaams minister van Cultuur, Jeugd, Sport, Brusselse Aangelegenheden en Ontwikkelingsbeleid Bert Anciaux. In datzelfde jaar was ze medestichter van de Toekomstgroep, de voorloper van spirit, waar ze na de splitsing van de Volksunie in 2001 naar overstapte. Op 3 juli 2002 stapte ze over naar kabinet van toenmalig Vlaams minister van Binnenlandse Aangelegenheden, Cultuur, Jeugd en Ambtenarenzaken Paul Van Grembergen.
Van 2000 tot 2003 was Storms provincieraadslid van Oost-Vlaanderen en van 2003 tot juni 2007 zetelde ze voor de kieskring Oost-Vlaanderen in de Kamer van volksvertegenwoordigers, waar ze zetelde als opvolgster van Paul Van Grembergen, die aan zijn mandaat had verzaakt. Op 16 oktober 2004 werd ze, samen met Stefan Walgraeve, verkozen tot ondervoorzitster van Spirit, een functie die ze uitoefende tot in 2007. Vanaf de verkiezingen van oktober 2006 zetelde ze als gemeenteraadslid in Gent.
Na afloop van haar parlementair mandaat ging Annelies Storms van 2008 tot 2009 aan de slag als projectmedewerker bij de Vereniging van Vlaamse steden en gemeenten en vervolgens was ze van 2009 tot 2012 stafmedewerkster bij het Kenniscentrum Vlaamse Steden. In januari 2009 koos ze voor de richting-Anciaux en verliet de VlaamsProgressieven. en stapte ze over naar de sp.a.
In september 2009 werd ze fractieleider van de Gentse sp.a-fractie.
Begin 2013 werd ze in Gent schepen voor cultuur en toerisme. In 2014 werd ze voorzitster van het Cultureel Forum van het stedennetwerk Eurocities. Na de gemeenteraadsverkiezingen van oktober 2018 werd ze schepen van Feesten en Evenementen in Gent. Begin 2022 droeg Storms, zoals in het bestuursakkoord was afgesproken, haar schepenfuncties over aan Hafsa El-Bazioui (Groen). In september 2022 nam Storms ontslag als gemeenteraadslid van Gent en verliet ze de actieve politiek om zich voluit te kunnen concentreren op haar nieuwe functie, die van directeur Vrije Tijd in de stad Oostende, die ze in augustus 2022 had opgenomen.
Annelies Storms is gehuwd en woont te Sint-Amandsberg.

## Uitslagen verkiezingen
| Verkiezing                      | Kieskring       | Datum           | Lijst       | Plaats op lijst | Voorkeursstemmen | Uitslag       | Partijuitslag binnen kieskring |
| ------------------------------- | --------------- | --------------- | ----------- | --------------- | ---------------- | ------------- | ------------------------------ |
| Gemeenteraadsverkiezing         | Gent            | 8 oktober 2006  | sp.a-spirit | 12e plaats      | 1.328            | 15e titularis | 31,58 %                        |
| Federale parlementsverkiezingen | Oost-Vlaanderen | 10 juni 2007    | sp.a-spirit | 5e plaats       | 7.527            | niet verkozen | 15.83 %                        |
| Vlaamse parlementsverkiezingen  | Oost-Vlaanderen | 7 juni 2009     | sp.a        | 25e plaats      | 4.133            | niet verkozen | 14,87 %                        |
| Federale parlementsverkiezingen | Oost-Vlaanderen | 13 juni 2010    | sp.a        | 8e plaats       | 5.089            | niet verkozen | 14,15 %                        |
| Gemeenteraadsverkiezing         | Gent            | 14 oktober 2012 | sp.a-Groen  | 10e plaats      | 2.252            | 16e titularis | 45,5 %                         |
| Vlaamse parlementsverkiezingen  | Oost-Vlaanderen | 25 mei 2014     | sp.a        | 25e plaats      | 4.046            | niet verkozen | 14,24 %                        |
| Gemeenteraadsverkiezing         | Gent            | 14 oktober 2018 | sp.a-Groen  | 6e plaats       | 3.530            | 14e titularis | 33,5 %                         |